# SV Thaur
Der SV Thaur ist ein österreichischer Fußballverein aus der Gemeinde Thaur im Bezirk Innsbruck-Land in Tirol und wurde 1952 gegründet. Der größte Erfolg der Thaurer war in der Saison 1964/65 die Teilnahme an der damaligen drittklassigen Landesliga Tirol. Die Kampfmannschaft spielt in der Landesliga West.

## Geschichte
Im Gasthaus Waldhäusl gründeten der erste Obmann Anton Öttl, Rudolf Draxl, Josef Giner, Romed Öttl, Johann Pirchner, Romed Pirchner, Rudolf Pirchner, Adolf Plattner, Romed Unsinn am 1. August 1952 den Fußballclub Schwarz-Weiß Thaur, der am 7. Dezember 1958 dem Tiroler Fußballverband beitrat und in Sportverein Thaur umbenannt wurde. Die ersten Heimspiele der Meisterschaft 1959 trug der Verein auf der Haller Lend aus.
Die Thaurer begannen den Bau des Sportplatzes im ‘’Stoanach’’ 1961 und weihten ihn am 23. April als Hartplatz ein, gleich danach errichteten sie ein Kabinengebäude und bis 1978 eine Vereinskantine. In diese Zeit feierten der Club bis dahin den größten Erfolg ihrer Vereinsgeschichte, den Aufstieg in die Landesliga Tirol, in der sie ein Jahr spielten.
Anfang der 1990er Jahre wurde beides abgerissen, durch ein en Skate- und Freizeitpark ersetzt und für den Tennisclub und den Sportclub ein gemeinsames Gebäude, in dem die Umziehkabinen und die Kantine untergebracht ist, gebaut.
Der Sportclub spielte Anfang der 1990er Jahre in der Landesliga West und stieg 1994 in die Gebietsliga West ab. Die Thaurer blieben bis 2003 in der Gebietsliga West. In der Zeit von 2003 bis 2018 waren sie entweder in der Landesliga (West und Ost) oder in der Gebietsliga West. Seit 2018 spielen sie in der Landesliga West.

## Titel und Erfolge
- 1 × Drittligateilnahme (Landesliga Tirol): 1964/65